# Згура Володимир Васильович
Володимир Васильович Згура (27 березня (9 квітня) 1903 , Курган, Тобольська губернія  — 17 вересня 1927 , Феодосія, Кримська АРСР ) — російський науковець, мистецтвознавець, дослідник феномену російської садиби та культури, тісно пов'язаної з нею. Перший голова створеного у грудні 1922 року Товариства вивчення російської садиби.

## Життєпис
Походить з дворянської родини. Народився в місті Курган Тобольської губернії. Невдовзі після народження сина родина перебралася жити з Сибіру у Москву.

### Навчання
Володимир успішно закінчив гімназію «Товариства педагогів та батьків» С. Ростовцева у Москві. Як більшість дворянських дітей був залучений до вивчення мистецтва, займався музикою. Вирізнявся здібностями та феноменальною пам'яттю. У віці 14 років почав вивчати історію російського мистецтва під керівництвом історика та мистецтвознавця Б. Едінга.
У сімнадцятилітньому віці особисто читав лекції з історії Москви. Письменник-фантаст Чаянов Олександр Васильович (1888—1937) дав молодому і здібному досліднику рекомендації до вступу в товариство « Стара Москва».

### Після 1917р.

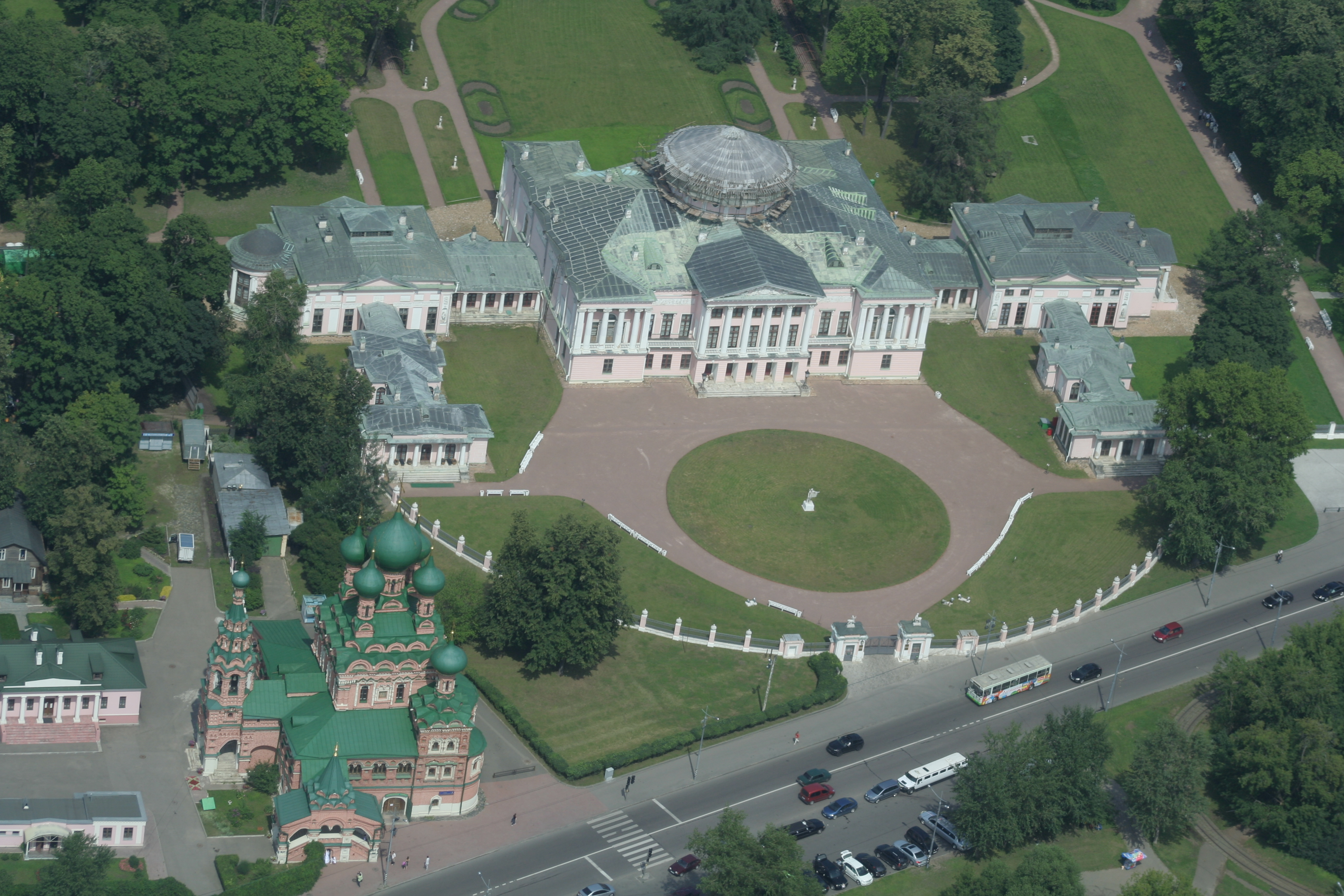
Садиба Останкіно з телевежі

Після більшовицького перевороту не емігрував з країни. Мешкав разом з матір'ю, працював в різних установах. По закінченню громадянської війни у грудні 1922 р. разом з однодумцями та прихильниками історії та мистецтв заснував Товариство вивчення російської садиби, адже прислужитися батьківщині можна і любов'ю до мистецтв та рятуючи її культурне надбання. Був обраним першим головою новоствореного товариства. Неодноразово виїздив на місця розташування садиб для досліджень та збору матеріалів. Започаткував тематичний науковий  архів.
Влітку 1927 р. захистив кандидатську дисертацію «Проблеми та пам'ятки, пов'язані з Баженовим В. І.». Посмертно дисертація надрукована у 1928 р.

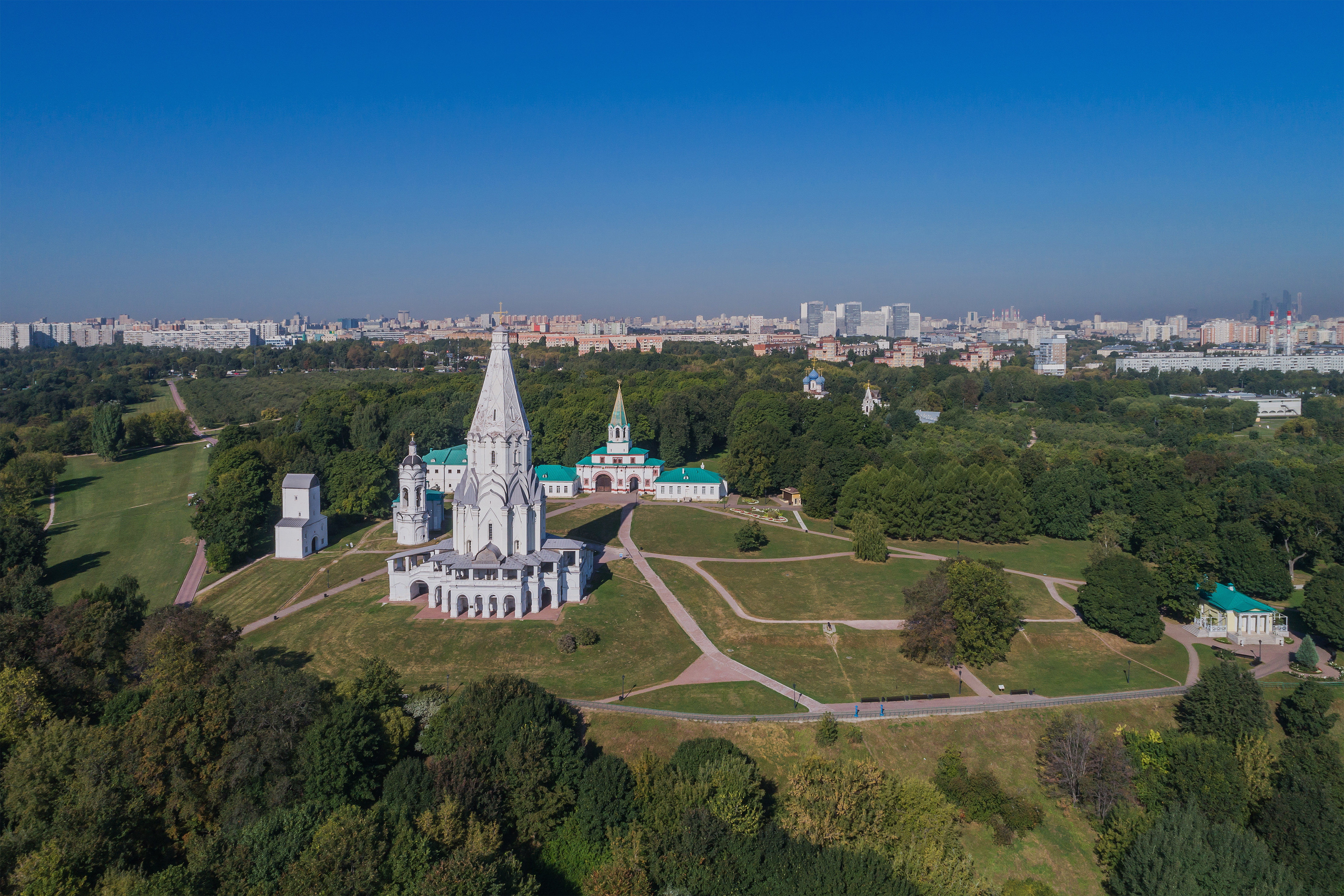
Коломенське
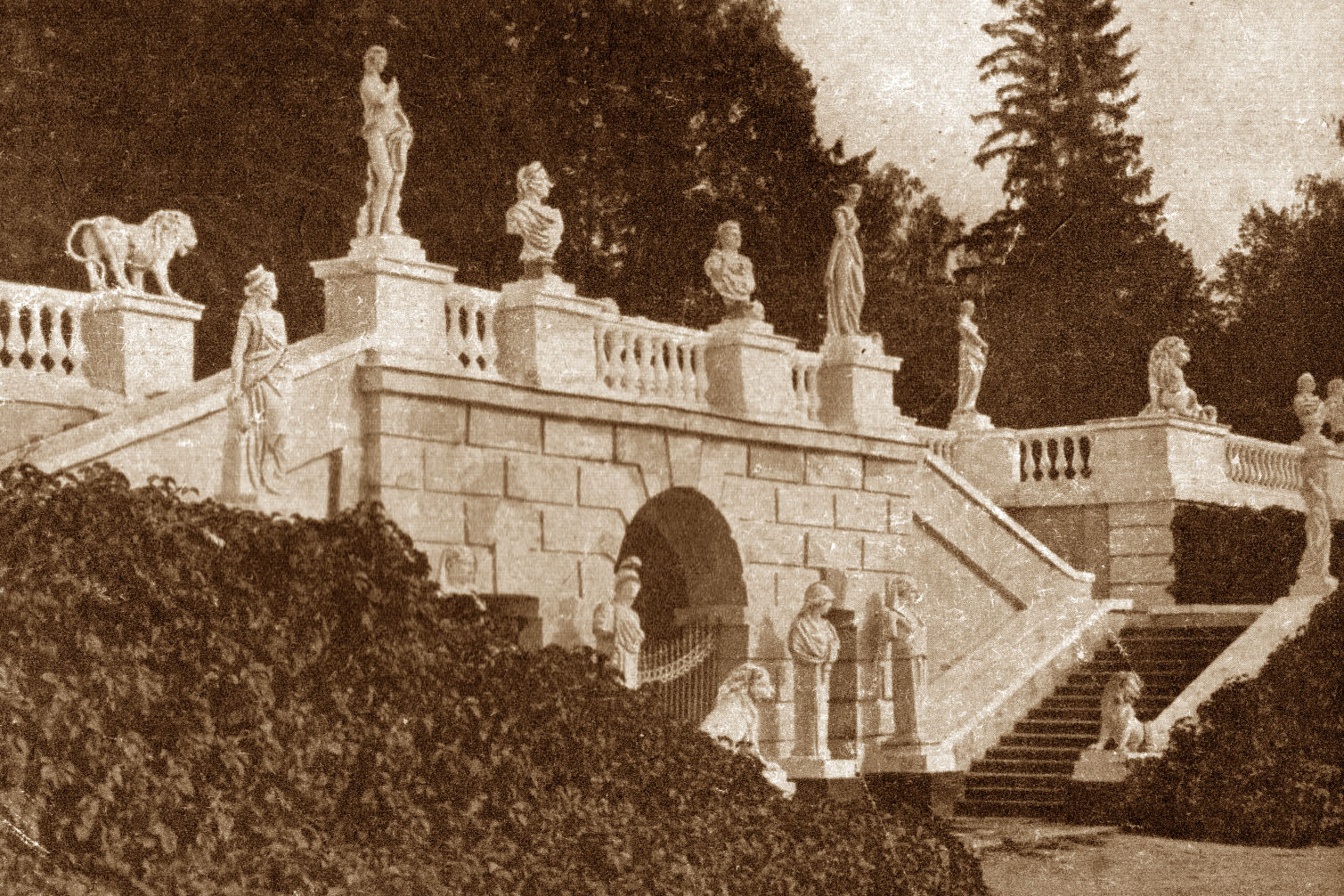
Садиба Архангельське
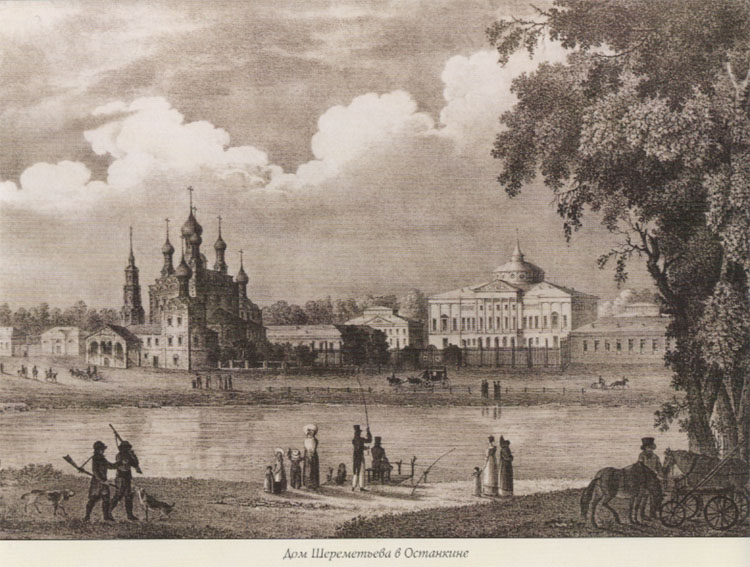
Садиба Останкіно
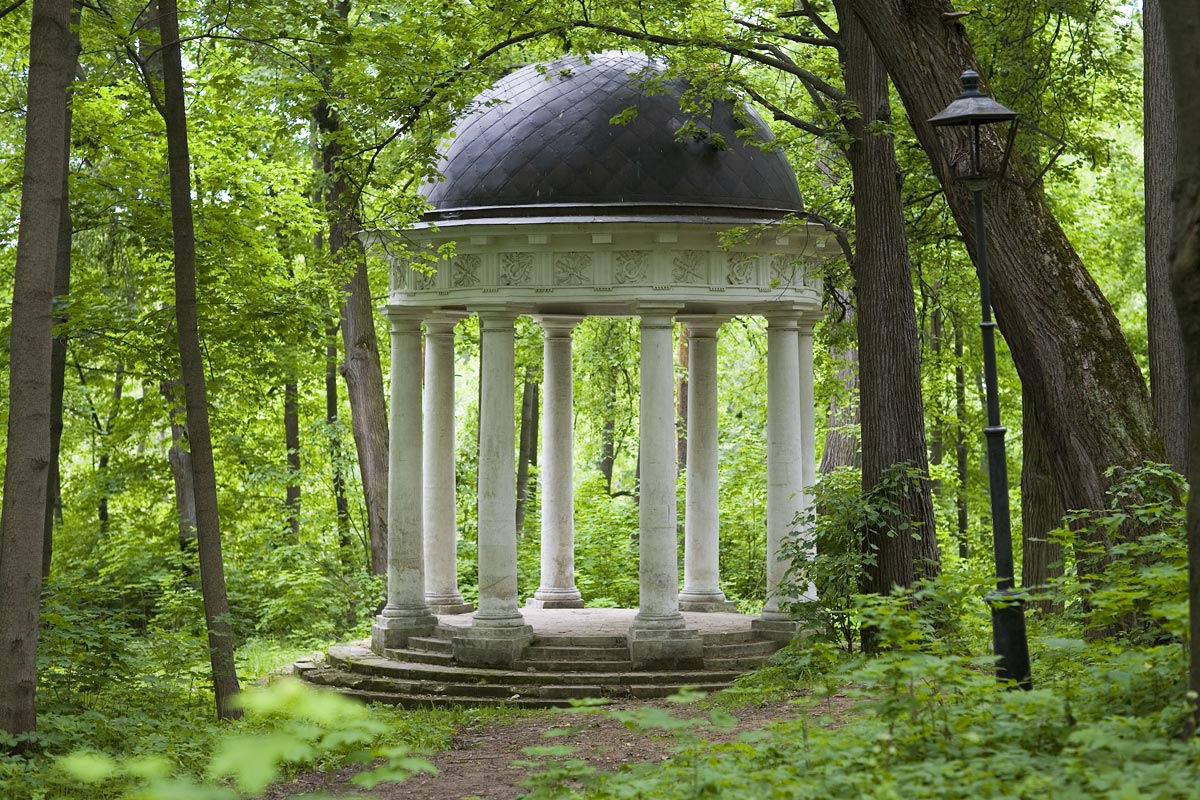
Садиба Суханово, альтанка доби класицизму

### Смерть
Загинув під час відпочинку в місті Феодосія (потонув у морі). Подробиці невчасної смерті досі невідомі Тіло вивезли у Москву і поховали на Семенівському цвинтарі. У 1935 р. відбулося перепоховання на Преображенському цвинтарі. Могила та надгробок не збережені.

## Друковані твори
- - Прижиттєві видання
- Згура В. В. Общество изучения русской усадьбы. — М., 1923. — 12 с. — 500 экз
- Згура В. В. Старые русские архитекторы / Ред. П. П. Муратова. — Вып. 9 (Серия: Искусство). — М.-Пг.: Госиздат, 1923. — 64 с., ил. (обл.)
- Згура В. В. Монументальные памятники Москвы. Путеводитель. — М., 1926.
- Згура В. В., Греч А. Н. Подмосковные музеи. — М., 1926.
- Згура В. В. (стаття) Проблемы и историческая схема русского бароко // Бароко в России / Под ред. А. И. Некрасова. — М., 1926. — С. 13—42
- Згура В. В.(стаття)Храм—мавзолей в селе Суханово: К истории русского ампира // Сборник ОИРУ. Вып. 6—8. — М., 1927. — С. 58—80.
- Згура В. В. (стаття) Общество изучения русской усадьбы // Русская усадьба: Сборник ОИРУ. Вып. 4 (20). — М., 1998. — С. 17-22.
  - Посмертні видання
- Згура В. В. Коломенское. Очерк художественной истории и памятников. — М., 1928.
- Згура В. В. Проблемы и памятники, связанные с В. И. Баженовым. — М., 1928. (Кандидатская диссертация)
- Денике Б. П., Згура В. В. Китайская архитектура и ее отражение в Западной Европе. — М., 1929.